# Апрелевский завод грампластинок
Апрелевский завод грампластинок — бывшее предприятие по производству грампластинок. Находится в городе Апрелевка Московской области.

## История
Завод основал в 1910 году русский промышленник немецкого происхождения Готлиб Генрих Карл Молль. Участок под строительство обошелся ему в 30 тысяч рублей. С помощью прибывших из Германии специалистов по граммофонному делу, Августа Кибарта и Альберта Фогта, уже 15 декабря 1910 года была изготовлена первая пластинка. В первый год работы (1911) было выпущено 400 тыс. граммофонных дисков под маркой «Метрополь-рекорд». На заводе в этот год уже трудилось 50 работников.
После Октябрьской революции завод был национализирован и начал выпуск грампластинок с выступлениями российских революционеров. В 1925 году заводу было присвоено название «Апрелевский завод памяти 1905 года».

Ленин на Апрелевском заводе грампластинок, 25 апреля 1921 года. Второй справа от Ленина - директор, сын основателя завода Богдана Молля Иван Молль

В начале 1930-х годов завод стал главным производителем грампластинок в СССР. Завод был расширен, на нём работало более 1000 рабочих, а ежегодный выпуск достигал 19 миллионов пластинок. В первые дни Великой Отечественной войны на заводе была впервые записана «Священная война» в исполнении ансамбля Александрова. Во время войны завод производил авиабомбы. После войны, в 1952 году, на заводе освоили выпуск долгоиграющих пластинок. А в 1961 году начался выпуск первых стереофонических пластинок.
В 1964 году Апрелевский завод вошёл в состав всесоюзной фирмы грамзаписи «Мелодия» как основное производственное предприятие, которое впоследствии выпускало до 65 % всех советских грампластинок. К началу 1980-х годов на заводе работало более 3.000 человек, а выпуск пластинок превышал 50 миллионов штук в год. В 1989 году на заводе началось производство аудиокассет. После 1991 года структура «Мелодии» (прежде всего централизованная система заказов и сбыта) стала разваливаться, а входящие в неё заводы грамзаписи получили неожиданную и, как оказалось, обременительную свободу.
Спрос на пластинки начал резко снижаться: упала покупательная способность населения, сократилось производство проигрывателей, а на рынок вышли новые аудионосители — CD. В 1991 году, когда Апрелевский завод выпустил около 33 млн пластинок, он уже работал в убыток, поскольку цены на пластинки оставались фиксированными. Не помогли ни переход на независимых заказчиков (SNC Records, Moroz Records и другие фирмы звукозаписи), ни выпуск кассет с записью. В 1992 году завод оказался на грани остановки при годовом объёме выпуска пластинок около 10 млн штук.
Последняя партия пластинок и кассет была выпущена в 1997 году. В 2002 году решением арбитражного суда Московской области Апрелевский завод грампластинок был признан банкротом.
Президент российского независимого лейбла Lilith Records Ольга Кирьянова заявила, что фабрика виниловых пластинок «Апрелевка» снова заработает весной 2009 года, но этим планам не суждено было сбыться.

## Награды
Орден Ленина (19 апреля 1971 года)

## Настоящее время
Сейчас на площадях Апрелевского завода работают другие предприятия, здесь выпускают носки, обеспечивая ими треть России; пластмассу и бланки для сдачи Единого государственного экзамена. Производилась вермишель быстрого приготовления «Милана».
В августе 2014 года в прессе появилась информация, что в Апрелевке планируется реконструировать территорию завода грампластинок «Мелодия». Вместо закрытой территории промзоны планируется построить городскую площадь и главную улицу с торговым пассажем, разбить парк, организовать культурный центр, музей грампластинки и мини-гостиницу на 100 мест. Там поместится также индустриальный парк с конторами и мини-производствами. На 2020 год всё осталось без изменений.

## Галерея

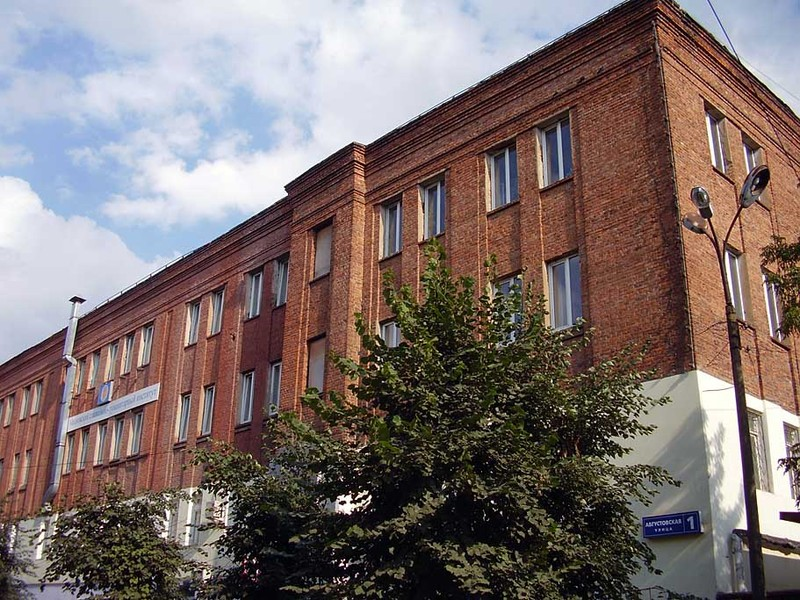
Один из корпусов завода
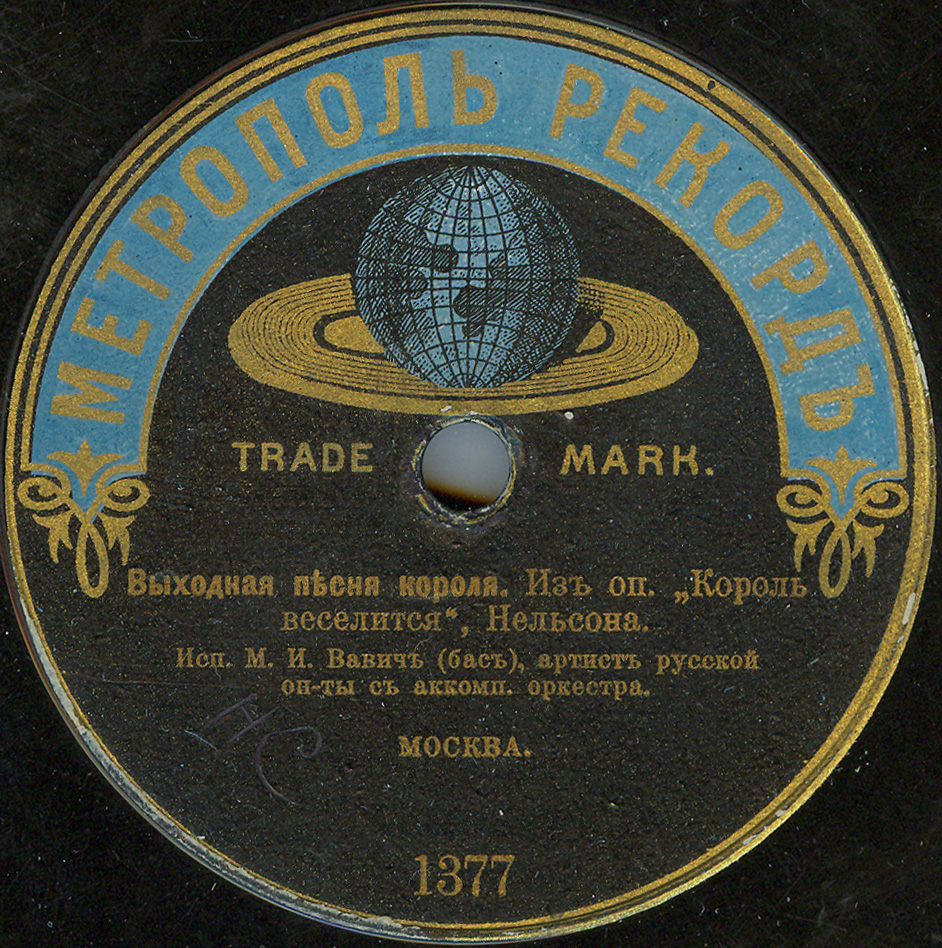
Пластинка марки «Метрополь-рекорд» Апрелевского завода
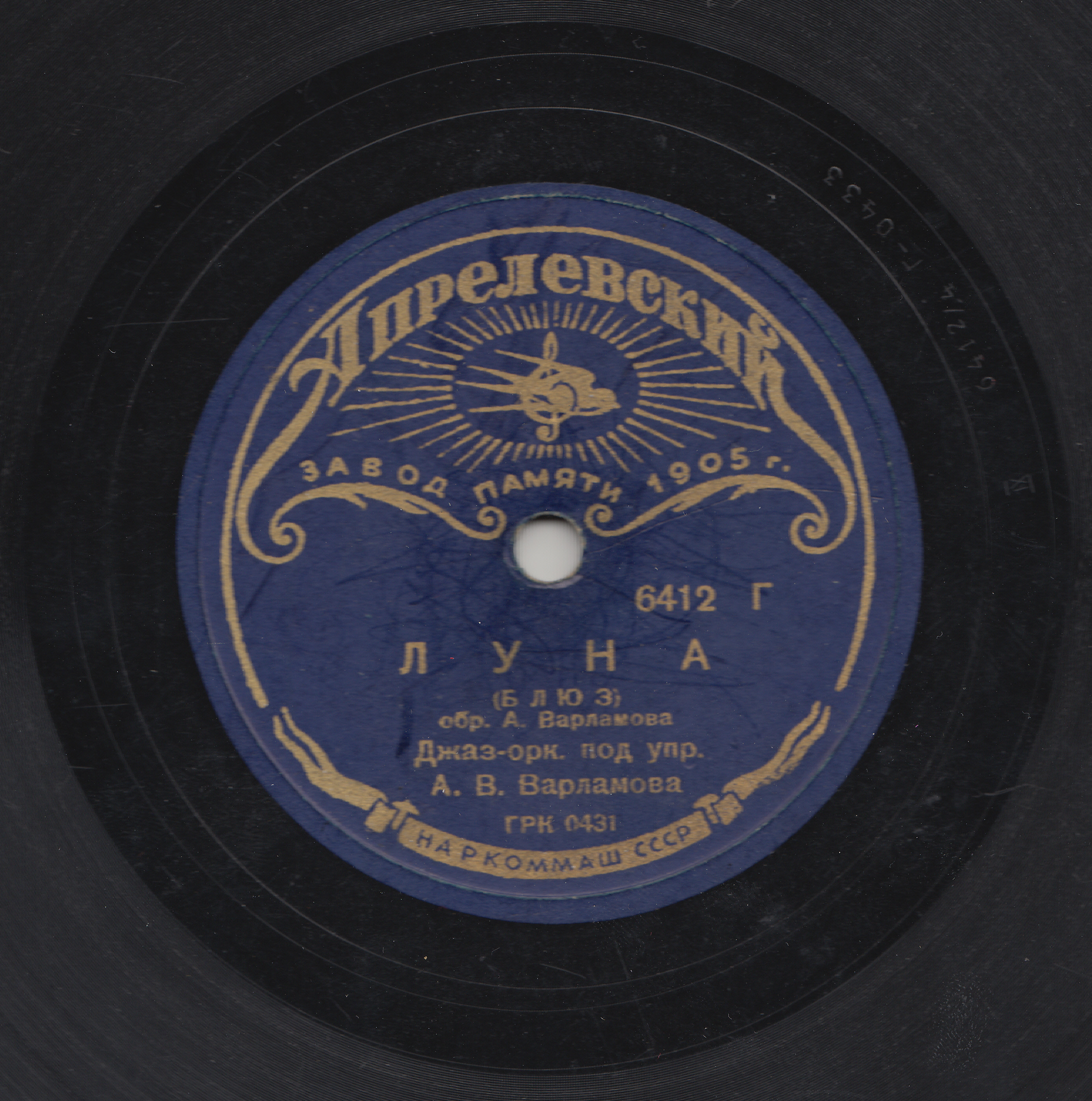
Пластинка производства 30-х годов
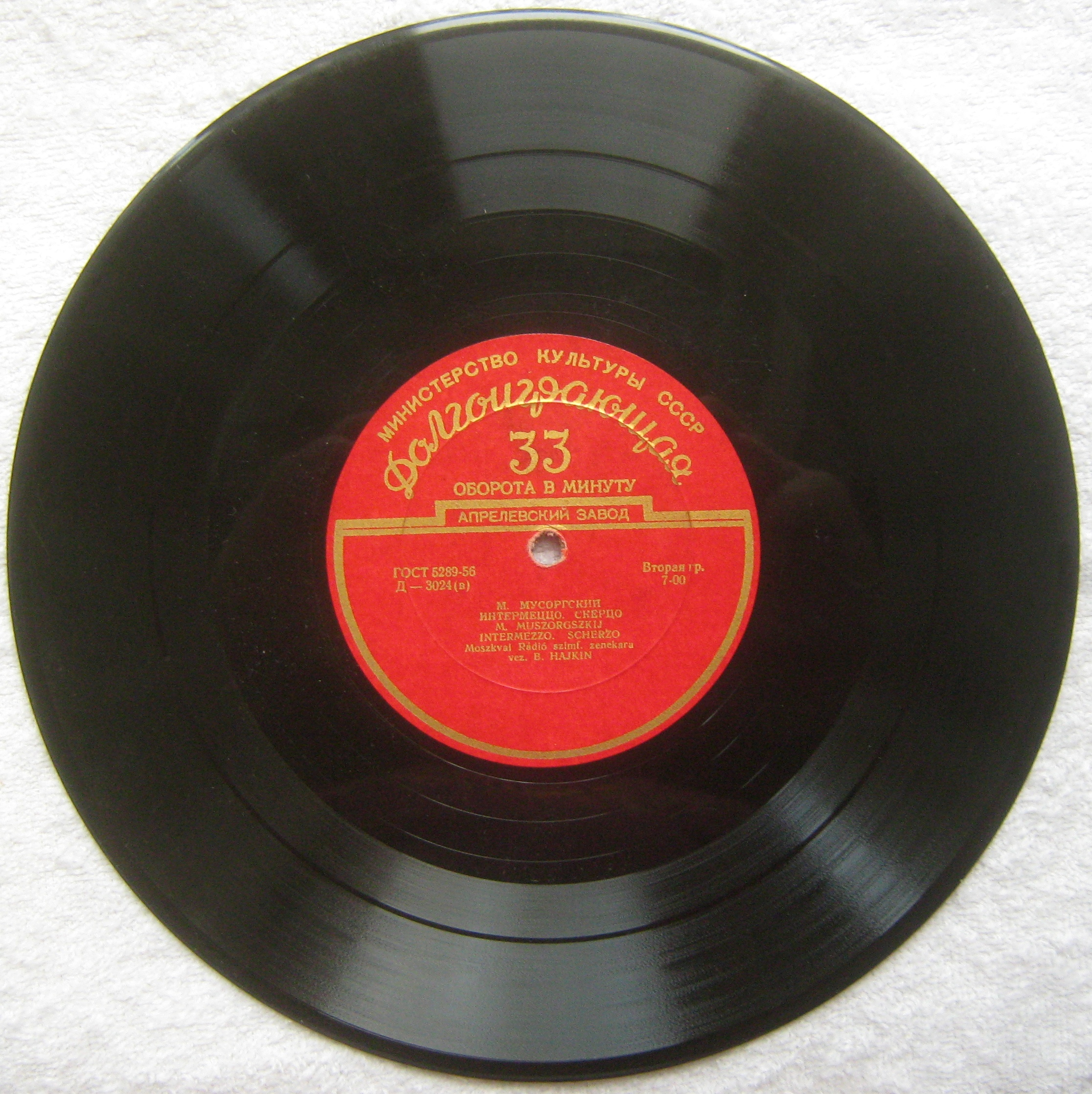
Долгоиграющая пластинка
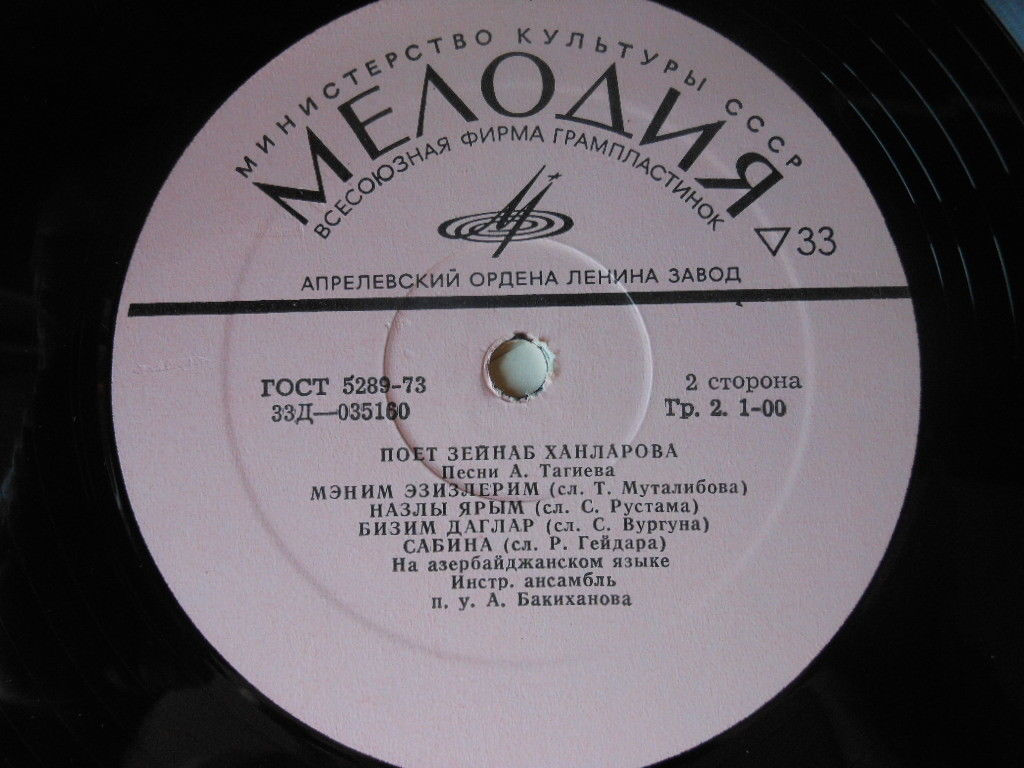
Монопластинка
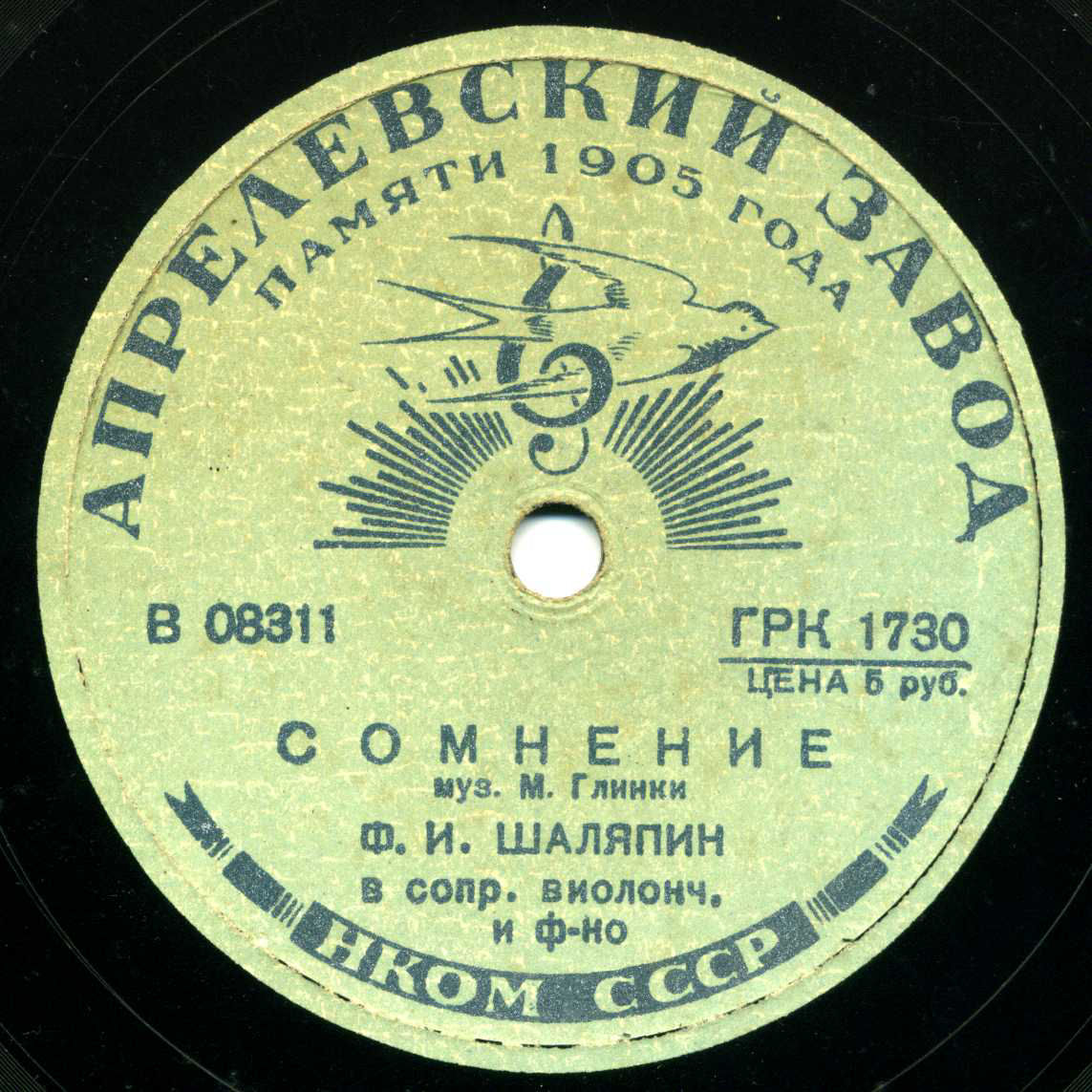
Эмблема завода - ласточка, держащая скрипичный ключ

## Видео
- 01.09.10 «Апрелевский завод грампластинок»: экспонат музея забытых вещей (Телеканал Культура)